# Rock River (Wyoming)
Rock River è un centro abitato (town) degli Stati Uniti d'America, situato nella Contea di Albany dello Stato del Wyoming. Nel censimento del 2000 la popolazione era di 235 abitanti.

## Geografia fisica
Secondo i rilevamenti dell'United States Census Bureau, la località di Rock River si estende su una superficie di 6,1 km², tutti occupati da terre.

## Popolazione
Secondo il censimento del 2000, a Rock River vivevano 235 persone, ed erano presenti 67 gruppi familiari. La densità di popolazione era di 38,7 ab./km². Nel territorio comunale si trovavano 123 unità edificate. Per quanto riguarda la composizione etnica degli abitanti, il 96,17% era bianco, il 3,40% era nativo, lo 0,43% proveniva dall'Asia. La popolazione di ogni razza ispanica corrispondeva al 5,53% degli abitanti.
Per quanto riguarda la suddivisione della popolazione in fasce d'età, il 26,8% era al di sotto dei 18, il 5,1% fra i 18 e i 24, il 26,4% fra i 25 e i 44, il 26,0% fra i 45 e i 64, mentre infine il 15,7% era al di sopra dei 65 anni di età. L'età media della popolazione era di 41 anni. Per ogni 100 donne residenti vivevano 117,6 maschi.